# 비백
비백(飛白)은 후한(後漢)의 채옹(蔡邕)이, 좌관(左官)이 솔로 글자를 쓰고 있는 것을 보고 고안했다고 한다. 따라서 본래 예서에서 필획속에 스치듯이 비치는 수법을 많이 내쓰는 기교를 특색으로 한다. 당시는 궁전의 액자에 사용되고 있었다. 예서체는 아니지만 당비(唐碑)나 공해(空海)의 글씨에 비백의 유례(遺例)가 있다.